# Carlos Taberner
Carlos Taberner Segarra, né le 8 août 1997 à Valence, est un joueur de tennis espagnol, professionnel depuis 2015.

## Carrière
Carlos Taberner perce sur le circuit professionnel en 2016 en jouant huit finales ITF et en remportant trois. L'année suivante, il dispute ses deux premières finales en Challenger. Il a depuis remporté neuf tournois dans cette catégorie.
Il fait sa première apparition dans un tournoi ATP à Montpellier en 2018 où il est battu au second tour par Lucas Pouille. Il enregistre plusieurs victoires en 2021, notamment à Nursultan en étant quart de finaliste. Il se fait également connaître en remportant le Challenger d'Aix-en-Provence.
En 2022, il fait une incursion dans le top 100 et se distingue en écartant Sebastian Korda à Barcelone puis Lloyd Harris à Estoril. Il réapparait à Rome en 2025 et atteint le second tour après être sorti des qualifications. En juillet, il se hisse en finale du tournoi d'Umag grâce notamment à une victoire sur Francisco Cerúndolo en huitièmes de finale.

## Palmarès

### Finale en simple messieurs
| No | Date       | Nom et lieu du tournoi          | Catégorie | Dotation  | Surface      | Vainqueur       | Score    |          |
| -- | ---------- | ------------------------------- | --------- | --------- | ------------ | --------------- | -------- | -------- |
| 1  | 20-07-2025 | Plava Laguna Croatia Open, Umag | ATP 250   | 596 035 € | Terre (ext.) | Luciano Darderi | 6-3, 6-3 | Parcours |

## Parcours dans les tournois du Grand Chelem

### En simple
| Année | Open d'Australie | Open d'Australie | Internationaux de France | Internationaux de France | Wimbledon       | Wimbledon     | US Open         | US Open              |
| ----- | ---------------- | ---------------- | ------------------------ | ------------------------ | --------------- | ------------- | --------------- | -------------------- |
| 2018  | —                | —                | 1er tour (1/64)          | Stéfanos Tsitsipás       | —               | —             | —               | —                    |
| 2021  | —                | —                | 1er tour (1/64)          | Roman Safiullin          | —               | —             | 1er tour (1/64) | B. van de Zandschulp |
| 2022  | 1er tour (1/64)  | Dominik Köpfer   | 1er tour (1/64)          | Borna Ćorić              | 1er tour (1/64) | Reilly Opelka | —               | —                    |

N.B. : à droite du résultat se trouve le nom de l'ultime adversaire.

### En double messieurs
| Année | Open d'Australie | Open d'Australie | Internationaux de France | Internationaux de France | Wimbledon                                                                            | Wimbledon | US Open | US Open |
| ----- | ---------------- | ---------------- | ------------------------ | ------------------------ | ------------------------------------------------------------------------------------ | --------- | ------- | ------- |
| 2022  | —                | —                | —                        | —                        | 1er tour (1/32) D. Altmaier \|\| style="text-align:left;" \| Rajeev Ram J. Salisbury | —         | —       |         |

N.B. : le nom du partenaire se trouve sous le résultat ; les noms des ultimes adversaires se trouvent à droite.

## Parcours dans lesMasters 1000
| Année | Indian Wells      | Miami | Monte-Carlo | Madrid              | Rome               | Canada | Cincinnati | Shanghai | Paris |
| ----- | ----------------- | ----- | ----------- | ------------------- | ------------------ | ------ | ---------- | -------- | ----- |
| 2021  | 2e tour A. Rublev | —     | —           | 1er tour F. Fognini | —                  | —      | —          | —        | —     |
|       |                   |       |             |                     |                    |        |            |          |       |
| 2025  | —                 | —     | —           | —                   | 2e tour A. Popyrin | —      |            |          |       |

N.B. : sous le résultat se trouve le nom de l’ultime adversaire.

## Classements ATP en fin de saison
| Année          | 2014 | 2015 | 2016 | 2017 | 2018 | 2019 | 2020 | 2021 | 2022 | 2023 | 2024 |
| Rang en simple | 1280 | 789  | 340  | 181  | 333  | 192  | 143  | 101  | 168  | 301  | 196  |
| Rang en double | 1524 | –    | 449  | 379  | 1224 | 1188 | 939  | 732  | 744  | 644  | 1407 |

Source : (en) Classements de Carlos Taberner sur le site officiel de la Fédération internationale de tennis